# Мађарска књижевност
Литература Мађарске је скуп писаних дела која су првенствено произведена на мађарском језику, а такође могу обухватати дела написана на другим језицима (углавном латинском), било да су настали од стране Мађара или су у вези са темама које су уско повезане са мађарском културом. Иако је вековима била мање позната у свету енглеског говорног подручја, мађарска књижевност је стекла репутацију у 19. и 20. веку, захваљујући новом таласу међународних писаца попут Мор Јокаи, Антал Серб, Шандор Марај, Имре Кертес и Магда Сабо.

## Најранији списи
Историја мађарског језика је почела 1000. година пре нове ере, када се језик разликовао од најближих сродника угарског језика. О најранијој мађарској књижевности нису остали писани докази, али кроз фолклор и народну музику су били елементи који се могу пратити још од незнабожачких времена. Такође постоје, иако само на латинском језику које датирају између 11. и 14. века, скраћене верзије неких мађарских легенди које се односе на порекло мађарског народа и освајања Мађарске.
У најранија времена мађарски језик писан је ровашким писмом, мада се у савременом смислу није користио у књижевне сврхе. Прешли су на латинични алфабет, под владавином Стефана I Угарског (1000—1038). Не постоје документи пре 11. века. Старо-мађарски период рачуна се од 896. године., након чега је уследило стварање првих писаних записа. Најстарији писани документ на мађарском језику је фрагмент у повељи оснивања опатије у Тихањи (1055) који садржи неколико мађарских услова, међу којима су и речи feheruuaru rea meneh hodu utu rea који се односи на место где је изграђена опатија. Остатак документа написан је на латиници.
Најстарији комплетни, континуирани текст на мађарском језику је Halotti beszéd és könyörgés, кратка погребна беседа написана око 1192—1195. Најстарији песма је Ómagyar Mária-siralom, слободан превод са латинског језика. То је уједно и најстарија преживела уралска песма. И погребну беседу и Плач Јеремијин је тешко прочитати и нису сасвим разумљиви модерним Мађарима, углавном зато што латинична абецеда од 26 слова није била довољна да представља све звукове на мађарском пре додавања дијакритичких знакова и двоструких слова.
Током средњег века и све до ренесансе, језик писања био је углавном латински. Важни документи укључују Admonitions of St. Stephen, које садрже краљеве опомене свом сину Светом Емерику.
Међу првим хроникама о мађарској историји биле су Летопис Мађара, непознатог аутора, и Летопис Хуна и Мађара, Шимон из Кезе. Обоје су на латинском језику. Ове хронике мешају историју са легендама, тако да историјски нису увек аутентичне. Друга хроника је Képes Krónika, која је написана за Лајоша I Анжујског.
Рогеријево дело из 13. века објављено је са хроником Јаноша Туроција крајем 15. века. Тома Архиђакон је у Сплиту писао о локалној историји, са много података о Мађарској у 13. веку. У то време Далмација и Сплит су били део Краљевине Угарске.

## Ренесанса и барок
У 15. веку су се појавили први преводи Библије. Двојица војвода Трансилваније, проповедника, Тома и Валентин, следбеници бохемског верског реформатора Јана Хуса, били су одговорни за ово дело. Велики део речника створен за ту сврху и даље је у употреби.
Ренесансна књижевност је процветала за време владавине Матије Корвина (1458—1490). Јанус Панонијус, иако је писао на латинском језику, сматра се једном од најважнијих личности мађарске књижевности, као једини значајни мађарски песник хуманиста тог периода. Прву штампарију је такође основао за време Корвина, Андраш Хес у Будиму. Прва књига штампана у мађарском језику је била Chronica Hungarorum.
Године 1526. већи део Мађарске био је под османском окупацијом, од које се поставља почетак средњег угарског периода, у вези са разним културним променама. Најзначајнији песници тог периода били су Балинт Балаши (1554—1594), Себастијан Тиноди Лантос (око 1510—1556) и Никола VII Зрински (1620—1664). Балашијева поезија приказује средњовековне утицаје. Његове песме могу се поделити у три тематске категорије: љубавне, војне и верске песме. Најзначајније Зринскијево дело, Szigeti veszedelem, 1648—49. је еп написан у стилу Илијаде и приказује битку код Сигета, где је његов прадеда страдао бранећи замак Сигет.
Превод римских аутора производи и неке радове Јанош Барањаи Дечи и Југурта крајем 16. века. Деценију касније појавио се превод живота Александра Великог у Дебрецену.
Историјска дела су била још бројнија: хроника Гашпара Хелтаја, коју је објавио у Клуж-Напоку; необјављено дело Ференца Заја о опсади Београда из 15. века; Џон Кемени и мемоари Миклоша Бетлена и дела Михаља Череја из раног 18. века најважнији су делови књижевности на мађарском језику. Друга категорија су историјски стихови на мађарском језику, попут Себестијана Тинода Лантоса из 16. века, Петера Илосваја Селимеса, Михалија Сабаткаја и Гергеља Борнемиса.
Латинска дела у том периоду су бројнија. Истван Самоскози, Јанош Барањаи Дечи, Миклош Иштванфи, Јанош Бетлен, Фаркас Бетлен, Ференц Форгач, Ђурађ Сремац, Амбрус Сомођи, Ђовани Микеле Бруто и Никола Олахус су најважнији аутори историјских дела од 16. до 17. века. На немачком Георг Краус и Георг Зеилер су писали о трансилванској историји.
Међу Превођењем Светог писма најважнији је превод Библије Гашпара Каролија, протестантског пастора у Генцу, 1590. године. Превод се назива Bible of Vizsoly, према граду у коме је први пут објављен. Друго важно верско дело је Legend of Saint Margaret, коју је Леа Рашкај преписала око 1510. године из ранијег дела које није заживео.

## Просвета и реформа језика
Мађарско просветитељство је стигло преко Беча, педесетак година после западноевропског просветитељства. Први просветитељски писци били су телохранитељи Марије Терезије (Ђерђ Бешењеи, Јанош Бацањи и остали). Највећи песници тог времена били су Михаљ Чоконаи и Данијел Бержењи.
Најистакнутија личност реформе мађарског језика био је Ференц Казинци, који је помогао да мађарски језик буде изводљив за научна објашњења; створено је много нових речи за опис нових изума (на пример, mozdony, што значи локомотива).

## Галерија
- Ендре Ади
- Јанош Арани
- Михаљ Бабич
- Балинт Балаши
- Данијел Бержењи
- Михаљ Чоконаи
- Јожеф Етвеш
- Геза Гардоњи
- Мор Јокаи
- Маргит Кафка
- Јожеф Катона
- Ференц Казинци
- Жигмонд Кемени
- Карољ Кишфалуди
- Ференц Колчеј
- Имре Мадач
- Шандор Марај
- Ференц Молнар
- Петер Пазмани
- Шандор Петефи
- Миклош Радноти
- Леринц Сабо
- Михаљ Верешмарти
- Никола VII Зрински
- Атила Јожеф
- Петер Естерхази
- Ђула Илијес

### Књижевна поглавља изEncyclopaedia Humana Hungarica(1—5)
- Остаци усмене традиције; Почетак писмености (од почетака до 1038)
- Спољни услови књижевности, карактеристике садржаја књижевности, аутори, дела (1038—1301)
- Ниво образовања, аутори, жанрови, дела (1301—1437)
- Мађарска, латинска и хуманистичка књижевност (1437—1526)
- Мађарска и турска књижевност (1526—1699)